# 阿布扎比半岛俱乐部
半岛体育和文化俱乐部（阿拉伯语：نادي الجزيرة الرياضي الثقافي，簡稱為半岛俱乐部），是阿联酋阿布扎比市的第一个足球俱乐部。该俱乐部是阿联酋职业足球联赛属下的一个足球俱乐部成员。
他们在 2011 年赢得了俱乐部首个联赛冠军，又分别在 2017 年和 2021 年赢得两个联赛冠军。俱乐部培养了多位才华横溢的知名球员，比如阿里·马卜胡特和 Khalfan Mubarak，很多球员都曾在国际比赛中为为阿联酋效力。

## 荣誉
- 阿聯酋阿拉伯海灣聯賽:

- 冠军：2010–11, 2016–17, 2020–21

- 阿聯酋總統盃:

- 冠军：2010–11, 2011–12, 2015–16

- 阿联酋联盟盃:

- 冠军：2007

- 阿聯酋聯賽盃:

- 冠军：2010
- 亚军：2013

- 海湾联赛冠军盃:

- 冠军：2007

## 外部連結
- 现在的阿联酋国家足球代表队名单 （页面存档备份，存于）
- 俱乐部官网 （页面存档备份，存于） （阿拉伯文）
- Jazrawi （页面存档备份，存于） （阿拉伯文）